# Hockey Club Bellerive Vevey
L'Hockey Club Bellerive Vevey (abbreviato HC Bellerive Vevey) è stata una squadra di hockey su ghiaccio svizzera. Fu fondata nel 1905 con sede a Vevey ed è stata sciolta nel 1926.

## Cronologia
- 1905-1908: ?
- 1908-1913: 1º livello
- 1913-1917: ?
- 1917-1921: 1º livello
- 1921-1923: ?
- 1923-1925: 1º livello
- 1925-1926: ?

## Palmarès

### Competizioni nazionali
Campionato Internazionale: 2
1908-09, 1917-18
 Campionato Internazionale: 4 secondi posti
1909-10, 1910-11, 1918-19, 1920-21
 Campionato Internazionale: 1 terzo posto
1919-20
 Campionato Nazionale: 2
1918-19, 1919-20